# Chibuto
Chibuto is de hoofdstad van het Chibuto District, gelegen in de provincie Gaza in Mozambique. Chibuto telde in 2009 bij de volkstelling 58.012 inwoners. Chibuto verkreeg de status van stad op 8 oktober 1971.

## Demografie
| Jaar | inwoners |
| ---- | -------- |
| 1997 | 47.963   |
| 2009 | 58.012   |

## Geboren
- Joaquim Chissano (1939), president van Mozambique (1986-2005)